# Ngô Văn Trí
Ngô Văn Trí  (sinh ngày 28 tháng 2 năm 1969 tại Đà Nẵng) là một nhà bò sát học. Các nghiên cứu của ông tập trung vào thằn lằn (đặc biệt là tắc kè) và rắn ở Việt Nam.

## Cuộc đời
Ngô Văn Trí sinh ra và lớn lên ở Đà Nẵng. Sau khi tốt nghiệp, ông làm thợ nề một thời gian. Sau đó theo học trường Đại học Khoa học tự nhiên TP Hồ Chí Minh, và từ năm 2011 làm nghiên cứu sinh tại Viện Sinh học Nhiệt đới thuộc Viện Hàn lâm Khoa học và Công nghệ Việt Nam có trụ sở tại Thành phố Hồ Chí Minh, cũng là nơi mà ông lấy bằng Tiến sĩ chuyên ngành Hệ sinh thái và Sinh học tiến hóa vào năm 2015. Từ tháng 7 năm 1994, ông là sinh viên sinh học tại Khoa Quản lý Môi trường và Công nghệ tại Viện Sinh học Nhiệt đới, tại đây ông chịu trách nhiệm cho một bộ sưu tập hơn 300 mẫu vật thằn lằn. Từ năm 1990 trở đi, Ngô Văn Trí đã phát hiện nhiều loài tắc kè mới trong hàng trăm chuyến đi thực địa đến các khu rừng Bidoup-Núi Bà, Núi Chúa, Phong Nha-Kẻ Bàng, quần đảo Thổ Chu và đảo Hòn Khoai trên địa bàn tỉnh Cà Mau. Ông là thành viên của chương trình Đông Dương của Tổ chức Động thực vật quốc tế (FFI).

## Các công bố
Từ năm 2007, Ngô Văn Trí đã tham gia trong các công bố sinh vật sau:
- Caspis aurantiacopes Grismer & Ngo, 2007
- Cnemaspis caudanivea Grismer & Ngo, 2007
- Cnemaspis nuicamensis Grismer & Ngo, 2007
- Cnemaspis psychedelica Grismer, Ngo & Grismer, 2010
- Cnemaspis tucdupensis Grismer & Ngo, 2007
- Cryptelytrops honsonensis Grismer, Ngo, Grismer, 2008
- Cyrtodactylus bichnganae Tri & Grismer, 2010
- Cyrtodactylus bobrovi Nguyen, Le, Van Pham, Ngo, Hoang, The Pham & Ziegler, 2015
- Cyrtodactylus calamei Luu, Bonkowski, Nguyen, Le, Schneider, Ngo & Ziegler, 2016
- Cyrtodactylus cucphuongensis Ngo & Onn, 2011
- Cyrtodactylus dati Ngo Van Tri, 2013
- Cyrtodactylus eisenmanae Ngo Van Tri, 2008
- Cyrtodactylus grismeri Ngo Van Tri, 2008
- Cyrtodactylus hinnamnoensis Luu, Bonkowski, Nguyen, Le, Schneider, Ngo & Ziegler, 2016
- Cyrtodactylus hontreensis Ngo, Grismer & Grismer, 2008
- Cyrtodactylus huynhi Ngo & Bauer, 2008
- Cyrtodactylus lomyenensis Ngo Van Tri & Pauwels, 2010
- Cyrtodactylus martini Ngo Van Tri, 2011
- Cyrtodactylus otai Nguyen, Le, Van Pham, Ngo, Hoang, The Pham & Ziegler, 2015
- Cyrtodactylus phuquocensis, Tri, Grismer & Grismer, 2010
- Cyrtodactylus pseudoquadrivirgatus Rösler, Nguyen, Vu, Ngo & Ziegler, 2008
- Cyrtodactylus sommerladi Luu, Bonkowski, Nguyen, Le, Schneider, Ngo & Ziegler, 2016
- Cyrtodactylus sonlaensis Nguyen, Pham, Ziegler, Ngo & Le, 2017
- Cyrtodactylus takouensis Ngo & Bauer, 2008
- Cyrtodactylus thochuensis Ngo Van Tri & Grismer, 2012
- Cyrtodactylus yangbayensis Tri & Onn, 2010
- Dixonius aaronbaueri Ngo & Ziegler, 2009
- Dixonius minhlei Ziegler, Botov, Nguyen, Bauer, Brennan, Ngo & Nguyen, 2016
- Gecko aaronbaueri Tri, Thai, Phimvohan, David, Teynié, 2015
- Gekko canaensis Ngo & Gamble, 2011
- Gekko russelltraini Ngo Van Tri, Bauer, Wood, & JL Grismer, 2009
- Gekko takouensis Ngo & Gamble, 2010
- Hemiphyllodactylus banaensis Ngo Van Tri, Grismer, Thai & Wood, 2014
- Hemiphyllodactylus tehtarik Grismer, Wood Jr, Anuar, Muin, Quah, McGuire, Brown, Van Tri & Thai, 2013
- Trimeresurus honsonensis (Grismer, Ngo & Grismer, 2008)

## Được đặt tên
Năm 2009, khi đang ăn tại một quán nhậu ở Bà Rịa, Ngô Văn Trí tình cờ phát hiện ra một loài thằn lằn không giống với bất cứ mẫu vật nào trước đó. Nghi ngờ là loài mới, ông liên hệ hai nhà khoa học Hoa Kỳ là Larry Lee Grismer và Jesse Leland Grismer, và họ đã bay đến Việt Nam và xác nhận loài mới phát hiện tại tỉnh Bà Rịa-Vũng Tàu cùng đặc điểm sinh sản vô tính của loài này. Trong bài báo công bố chính thức năm 2010, loài mới được đặt tên khoa học là Leiolepis ngovantrii theo tên của nhà sinh vật học đã phát hiện ra - Ngô Văn Trí, tên tiếng Việt của nó là nhông cát trinh sản.